# Liste der IOC-Versammlungen
Dies ist eine Liste aller IOC-Versammlungen.

## Olympische Kongresse
|     | Jahr | Ort         | Land             |
| --- | ---- | ----------- | ---------------- |
| 1.  | 1894 | Paris       | Frankreich       |
| 2.  | 1897 | Le Havre    | Frankreich       |
| 3.  | 1905 | Brüssel     | Belgien          |
| 4.  | 1906 | Paris       | Frankreich       |
| 5.  | 1913 | Lausanne    | Schweiz          |
| 6.  | 1914 | Paris       | Frankreich       |
| 7.  | 1921 | Lausanne    | Schweiz          |
| 8.  | 1925 | Prag        | Tschechoslowakei |
| 9.  | 1930 | Berlin      | Deutschland      |
| 10. | 1973 | Warna       | Bulgarien        |
| 11. | 1981 | Baden-Baden | Deutschland      |
| 12. | 1994 | Paris       | Frankreich       |
| 13. | 2009 | Kopenhagen  | Dänemark         |

## IOC-Sitzungen
|      | Jahr | Ort                    | Land               | Entscheidungen |
| ---- | ---- | ---------------------- | ------------------ | --- |
| 1.   | 1894 | Paris                  | Frankreich         | Athen wurde als Austragungsort der Olympischen Spiele 1896 ernannt; Paris als Austragungsort der Olympischen Spiele 1900 ernannt.                                               |
| 2.   | 1896 | Athen                  | Griechenland       | |
| 3.   | 1897 | Le Havre               | Frankreich         | |
| 4.   | 1901 | Paris                  | Frankreich         | St. Louis wurde als Austragungsort der Olympischen Spiele 1904 gewählt. |
| 5.   | 1903 | Paris                  | Frankreich         | |
| 6.   | 1904 | London                 | Großbritannien     | |
| 7.   | 1905 | Brüssel                | Belgien            | Athen wurde als Austragungsort der Olympischen Zwischenspiele 1906 bestätigt.                                                                                                   |
| 8.   | 1906 | Athen                  | Griechenland       | |
| 9.   | 1907 | Den Haag               | Niederlande        | |
| 10.  | 1908 | London                 | Großbritannien     | |
| 11.  | 1909 | Berlin                 | Deutschland        | Stockholm wurde als Austragungsort der Olympischen Spiele 1912 bestätigt. |
| 12.  | 1910 | Luxemburg              | Luxemburg          | |
| 13.  | 1911 | Budapest               | Ungarn             | |
| 14.  | 1912 | Basel                  | Schweiz            | |
| 15.  | 1912 | Stockholm              | Schweden           | |
| 16.  | 1913 | Lausanne               | Schweiz            | |
| 17.  | 1914 | Paris                  | Frankreich         | |
| 18.  | 1919 | Lausanne               | Schweiz            | |
| 19.  | 1920 | Antwerpen              | Belgien            | |
| 20.  | 1921 | Lausanne               | Schweiz            | Paris wurde als Austragungsort der Olympischen Sommerspiele 1924 sowie Amsterdam als Austragungsort der Olympischen Sommerspiele 1928 gewählt                                   |
| 21.  | 1922 | Paris                  | Frankreich         | |
| 22.  | 1923 | Rom                    | Königreich Italien | |
| 23.  | 1924 | Paris                  | Frankreich         | |
| 24.  | 1925 | Prag                   | Tschechoslowakei   | Die Einführung der Olympischen Winterspiele wurde beschlossen. |
| 25.  | 1926 | Lissabon               | Portugal           | St. Moritz wurde als Austragungsort der Olympischen Winterspiele 1928 gewählt                                                                                                   |
| 26.  | 1927 | Monte-Carlo            | Monaco             | |
| 27.  | 1928 | Amsterdam              | Niederlande        | |
| 28.  | 1929 | Lausanne               | Schweiz            | Los Angeles wurde als Austragungsort der Olympischen Sommerspiele 1932 gewählt. Lake Placid wurde als Austragungsort der Olympischen Winterspiele 1932 gewählt.                 |
| 29.  | 1930 | Berlin                 | Deutschland        | Basketball wurde als olympische Sportart anerkannt. |
| 30.  | 1931 | Barcelona              | Spanien            | |
| 31.  | 1932 | Los Angeles            | Vereinigte Staaten | |
| 32.  | 1933 | Wien                   | Österreich         | |
| 33.  | 1934 | Athen                  | Griechenland       | |
| 34.  | 1935 | Oslo                   | Norwegen           | |
| 35.  | 1936 | Garmisch-Partenkirchen | Deutschland        | |
| 36.  | 1936 | Berlin                 | Deutschland        | |
| 37.  | 1937 | Warschau               | Polen              | |
| 38.  | 1938 | Kairo                  | Ägypten            | |
| 39.  | 1939 | London                 | Großbritannien     | |
| 40.  | 1946 | Lausanne               | Schweiz            | |
| 41.  | 1947 | Stockholm              | Schweden           | Helsinki wurde als Austragungsort der Olympischen Sommerspiele 1952 gewählt. Oslo wurde als Austragungsort der Olympischen Winterspiele 1952 gewählt.                           |
| 42.  | 1948 | St. Moritz             | Schweiz            | |
| 43.  | 1948 | London                 | Großbritannien     | |
| 44.  | 1949 | Rom                    | Italien            | Melbourne wurde als Austragungsort der Olympischen Sommerspiele 1956 gewählt. Cortina d’Ampezzo wurde als Austragungsort der Olympischen Winterspiele 1956 gewählt.             |
| 45.  | 1950 | Kopenhagen             | Dänemark           | |
| 46.  | 1951 | Wien                   | Österreich         | |
| 47.  | 1952 | Oslo                   | Norwegen           | |
| 48.  | 1952 | Helsinki               | Finnland           | Avery Brundage wurde zum IOC-Präsidenten gewählt. |
| 49.  | 1953 | Mexiko-Stadt           | Mexiko             | |
| 50.  | 1954 | Athen                  | Griechenland       | |
| 51.  | 1955 | Paris                  | Frankreich         | Rom wurde als Austragungsort der Olympischen Sommerspiele 1960 gewählt. Squaw Valley wurde als Austragungsort der Olympischen Winterspiele 1960 gewählt.                        |
| 52.  | 1956 | Cortina d’Ampezzo      | Italien            | |
| 53.  | 1956 | Melbourne              | Australien         | |
| 54.  | 1957 | Sofia                  | Bulgarien          | |
| 55.  | 1958 | Tokio                  | Japan              | |
| 56.  | 1959 | München                | Deutschland        | Tokio wurde als Austragungsort der Olympischen Sommerspiele 1964 gewählt. Innsbruck wurde als Austragungsort der Olympischen Winterspiele 1964 gewählt.                         |
| 57.  | 1960 | San Francisco          | Vereinigte Staaten | |
| 58.  | 1960 | Rom                    | Italien            | |
| 59.  | 1961 | Athen                  | Griechenland       | |
| 60.  | 1962 | Moskau                 | Sowjetunion        | |
| 61.  | 1963 | Baden-Baden            | Deutschland        | Mexiko-Stadt wurde als Austragungsort der Olympischen Sommerspiele 1968 gewählt.                                                                                                |
| 62.  | 1964 | Innsbruck              | Österreich         | Grenoble wurde als Austragungsort der Olympischen Winterspiele 1968 gewählt. |
| 63.  | 1964 | Tokio                  | Japan              | |
| 64.  | 1965 | Madrid                 | Spanien            | |
| 65.  | 1966 | Rom                    | Italien            | München wurde als Austragungsort der Olympischen Sommerspiele 1972 gewählt. Sapporo wurde als Austragungsort der Olympischen Winterspiele 1972 gewählt.                         |
| 66.  | 1967 | Teheran                | Iran               | |
| 67.  | 1968 | Grenoble               | Frankreich         | |
| 68.  | 1968 | Mexiko-Stadt           | Mexiko             | |
| 69.  | 1969 | Warschau               | Polen              | |
| 70.  | 1970 | Amsterdam              | Niederlande        | Montreal wurde als Austragungsort der Olympischen Sommerspiele 1976 gewählt. Denver wurde als Austragungsort der Olympischen Winterspiele 1976 gewählt.                         |
| 71.  | 1971 | Luxemburg              | Luxemburg          | |
| 72.  | 1972 | Sapporo                | Japan              | |
| 73.  | 1972 | München                | Deutschland        | Lord Killanin wurde zum IOC-Präsidenten gewählt. |
| 74.  | 1973 | Warna                  | Bulgarien          | |
| 75.  | 1974 | Wien                   | Österreich         | Moskau wurde als Austragungsort der Olympischen Sommerspiele 1980 gewählt. Lake Placid wurde als Austragungsort der Olympischen Winterspiele 1980 gewählt.                      |
| 76.  | 1975 | Lausanne               | Schweiz            | |
| 77.  | 1976 | Innsbruck              | Österreich         | |
| 78.  | 1976 | Montreal               | Kanada             | |
| 79.  | 1977 | Prag                   | Tschechoslowakei   | |
| 80.  | 1978 | Athen                  | Griechenland       | Los Angeles wurde als Austragungsort der Olympischen Sommerspiele 1984 gewählt. Sarajevo wurde als Austragungsort der Olympischen Winterspiele 1984 gewählt.                    |
| 81.  | 1979 | Montevideo             | Uruguay            | |
| 82.  | 1980 | Lake Placid            | Vereinigte Staaten | |
| 83.  | 1980 | Moskau                 | Sowjetunion        | Juan Antonio Samaranch wurde zum IOC-Präsidenten gewählt. |
| 84.  | 1981 | Baden-Baden            | Deutschland        | Seoul wurde als Austragungsort der Olympischen Sommerspiele 1988 gewählt. Calgary wurde als Austragungsort der Olympischen Winterspiele 1988 gewählt.                           |
| 85.  | 1982 | Rom                    | Italien            | |
| 86.  | 1983 | Neu-Delhi              | Indien             | |
| 87.  | 1984 | Sarajevo               | Jugoslawien        | |
| 88.  | 1984 | Los Angeles            | Vereinigte Staaten | |
| 89.  | 1984 | Lausanne               | Schweiz            | |
| 90.  | 1985 | Berlin                 | DDR                | |
| 91.  | 1986 | Lausanne               | Schweiz            | Barcelona wurde als Austragungsort der Olympischen Sommerspiele 1992 gewählt. Albertville wurde als Austragungsort der Olympischen Winterspiele 1992 gewählt.                   |
| 92.  | 1987 | Istanbul               | Türkei             | |
| 93.  | 1988 | Calgary                | Kanada             | |
| 94.  | 1988 | Seoul                  | Südkorea           | Lillehammer wurde als Austragungsort der Olympischen Winterspiele 1994 gewählt.                                                                                                 |
| 95.  | 1989 | San Juan               | Puerto Rico        | |
| 96.  | 1990 | Tokio                  | Japan              | Atlanta wurde als Austragungsort der Olympischen Sommerspiele 1996 gewählt. |
| 97.  | 1991 | Birmingham             | Großbritannien     | Nagano wurde als Austragungsort der Olympischen Winterspiele 1998 gewählt. |
| 98.  | 1992 | Courchevel             | Frankreich         | |
| 99.  | 1992 | Barcelona              | Spanien            | |
| 100. | 1993 | Lausanne               | Schweiz            | |
| 101. | 1993 | Monte-Carlo            | Monaco             | Sydney wurde als Austragungsort der Olympischen Sommerspiele 2000 gewählt. |
| 102. | 1994 | Lillehammer            | Norwegen           | |
| 103. | 1994 | Paris                  | Frankreich         | |
| 104. | 1995 | Budapest               | Ungarn             | Salt Lake City wurde als Austragungsort der Olympischen Winterspiele 2002 gewählt.                                                                                              |
| 105. | 1996 | Atlanta                | Vereinigte Staaten | |
| 106. | 1997 | Lausanne               | Schweiz            | Athen wurde als Austragungsort der Olympischen Sommerspiele 2004 gewählt. |
| 107. | 1998 | Nagano                 | Japan              | |
| 108. | 1999 | Lausanne               | Schweiz            | |
| 109. | 1999 | Seoul                  | Südkorea           | Turin wurde als Austragungsort der Olympischen Winterspiele 2006 gewählt. |
| 110. | 1999 | Lausanne               | Schweiz            | |
| 111. | 2000 | Sydney                 | Australien         | |
| 112. | 2001 | Moskau                 | Russland           | Peking wurde als Austragungsort der Olympischen Sommerspiele 2008 gewählt. Jacques Rogge wurde zum IOC-Präsidenten gewählt.                                                     |
| 113. | 2002 | Salt Lake City         | Vereinigte Staaten | |
| 114. | 2002 | Mexiko-Stadt           | Mexiko             | Es wurde Obergrenzen für die Sommerspiele festgelegt: 28 Sportarten (Verbände), 301 Wettbewerbe und 10.000 Sportler.                                                            |
| 115. | 2003 | Prag                   | Tschechien         | Vancouver wurde als Austragungsort der Olympischen Winterspiele 2010 gewählt.                                                                                                   |
| 116. | 2004 | Athen                  | Griechenland       | |
| 117. | 2005 | Singapur               | Singapur           | London wurde als Austragungsort der Olympischen Sommerspiele 2012 gewählt. Softball und Baseball wurde aus dem olympischen Programm gestrichen.                                 |
| 118. | 2006 | Turin                  | Italien            | |
| 119. | 2007 | Guatemala-Stadt        | Guatemala          | Sotschi wurde als Austragungsort der Olympischen Winterspiele 2014 gewählt. Olympische Jugendspiele wurde eingeführt.                                                           |
| 120. | 2008 | Peking                 | China              | |
| 121. | 2009 | Kopenhagen             | Dänemark           | Rio de Janeiro wurde als Austragungsort der Olympischen Sommerspiele 2016 gewählt.                                                                                              |
| 122. | 2010 | Vancouver              | Kanada             | Nanjing wurde als Austragungsort der Olympischen Jugend-Sommerspiele 2014 gewählt.                                                                                              |
| 123. | 2011 | Durban                 | Südafrika          | Pyeongchang wurde als Austragungsort der Olympischen Winterspiele 2018 gewählt.                                                                                                 |
| 124. | 2012 | London                 | Großbritannien     | |
| 125. | 2013 | Buenos Aires           | Argentinien        | Tokio wurde als Austragungsort der Olympischen Sommerspiele 2020 gewählt, Ringen bleibt im olympischen Programm, Thomas Bach wurde zum IOC-Präsidenten gewählt.                 |
| 126. | 2014 | Sotschi                | Russland           | |
| 127. | 2014 | Monte-Carlo            | Monaco             | Peking wurde als Austragungsort der Olympischen Winterspiele 2022 gewählt. Die Olympische Agenda 2020 wurde beschlossen.                                                        |
| 128. | 2015 | Kuala Lumpur           | Malaysia           | |
| 129. | 2016 | Rio de Janeiro         | Brasilien          | Fünf neue Sportarten wurden in das Programm von Tokio 2020 aufgenommen: Baseball/Softball, Karate, Skateboard, Sportklettern und Surfen.                                        |
| 130. | 2017 | Lausanne               | Schweiz            | |
| 131. | 2017 | Lima                   | Peru               | Paris wurde als Austragungsort der Olympischen Sommerspiele 2024 gewählt. Los Angeles wurde als Austragungsort der Olympischen Sommerspiele 2028 gewählt.                       |
| 132. | 2018 | Pyeongchang            | Südkorea           | |
| 133. | 2018 | Buenos Aires           | Argentinien        | |
| 134. | 2019 | Lausanne               | Schweiz            | Mailand und Cortina d’Ampezzo wurden als Austragungsort der Olympischen Winterspiele 2026 gewählt.                                                                              |
| 135. | 2020 | Lausanne               | Schweiz            | |
| 136. | 2020 | virtuell               |                    | |
| 137. | 2021 | virtuell               |                    | |
| 138. | 2021 | Tokio                  | Japan              | Brisbane wurde als Austragungsort der Olympischen Sommerspiele 2032 gewählt. Skibergsteigen wurde ins olympische Programm aufgenommen.                                          |
| 139. | 2022 | Peking                 | China              | |
| 140. | 2023 | Lausanne               | Schweiz            | |
| 141. | 2023 | Mumbai                 | Indien             | Fünf Sportarten wurden in das Programm von Los Angeles 2028 aufgenommen: Baseball/Softball, Cricket, Flag Football, Lacrosse und Squash.                                        |
| 142. | 2024 | Paris                  | Frankreich         | Die französischen Alpen wurden als Austragungsort der Olympischen Winterspiele 2030 gewählt. Salt Lake City wurde als Austragungsort der Olympischen Winterspiele 2034 gewählt. |
| 143. | 2025 | Lausanne               | Schweiz            | Die Dolomiten und das Veltlin wurden als Austragungsort der Olympischen Jugend-Winterspiele 2028 gewählt.                                                                       |
| 144. | 2025 | Costa Navarino         | Griechenland       | Kirsty Coventry wurde zur IOC-Präsidentin gewählt. |